# St.-Ansgar-Kirche (Wolfenbüttel)

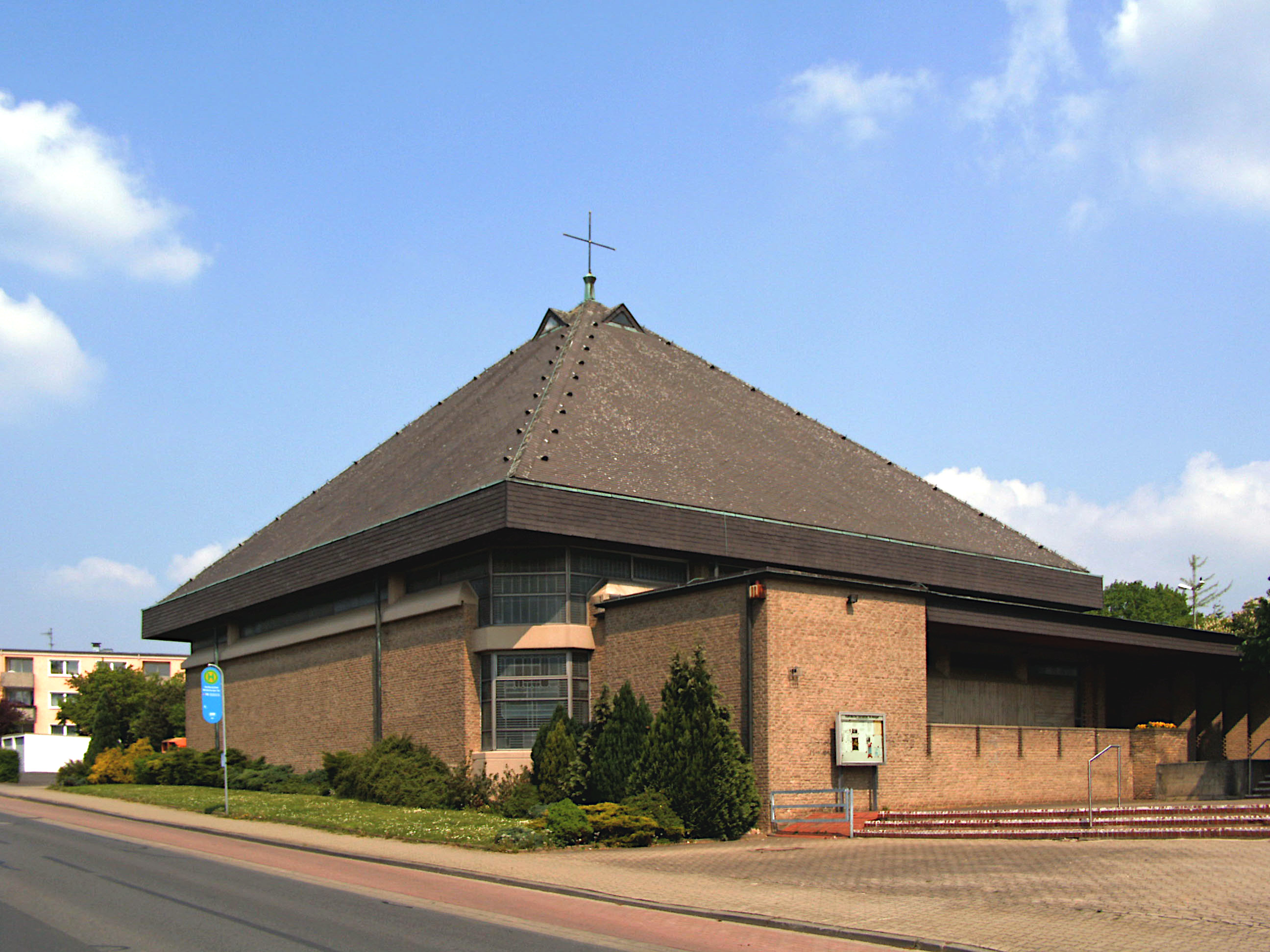
St.-Ansgar-Kirche

Die katholische Kirche St. Ansgar wurde in den Jahren 1971 bis 1973 im Nordosten Wolfenbüttels erbaut (Waldenburger Straße 1A). Sie gehört zur Pfarrgemeinde St. Petrus, ihr Namenspatron ist der heilige Ansgar von Bremen.

## Geschichte
Seit 1950 wurden im Nordosten des Stadtgebietes von Wolfenbüttel neue Baugebiete ausgeschrieben. In diesem neuen Stadtviertel, das direkt an der sogenannten Juliusstadt angrenzt, siedelten sich verstärkt Flüchtlinge und Heimatvertriebene aus katholischen Gebieten an. 1955 wurde am Fichtendamm ein Kirchbaugrundstück erworben, das 1965 gegen das heutige Kirchengrundstück getauscht wurde. Ab 1963 bildete sich eine katholische Gemeinde, sie gehörte zunächst zur Pfarrei St. Petrus. 1963 begann auch die Planung für den Kirchenbau und ein Kirchbauverein wurde gegründet. 1964 wurde eine Pfarrvikarie eingerichtet, zu der damals etwa 2000 Katholiken gehörten. Ihr Priester wohnte in einer Wohnung im Tannenweg 1a.
Bereits 1966 wurde die heute neben der Kirche befindliche Kindertagesstätte St. Ansgar (Waldenburger Straße 1) eröffnet. Zu dieser Zeit fanden bereits katholische Gottesdienste in der Aula der Volksschule am Geitelplatz statt. 1967 wurde das Pfarrheim erbaut.
Im Frühjahr 1971 begann der Bau der Kirche, ihre Weihe (Konsekration) nahm am 5. Mai 1973 Bischof Heinrich Maria Janssen vor. Neben St. Ansgar wurde die heilige Hedwig von Andechs, die Patronin der Schlesier, zur Nebenpatronin der Kirche. 1973 wurde die bisherige Pfarrvikarie zur Kirchengemeinde (Kuratiegemeinde) erhoben, und 1976 zur Pfarrei. 2002 wurde der erste Bauabschnitt ihrer Orgel eingeweiht, die ein elektronisches Vorgängerinstrument ersetzt.
Seit 2004 gehört die St.-Ansgar-Kirche zur Pfarrei St. Petrus. Diese wurde in der heutigen Form 2006 gegründet und ist der Zusammenschluss der Kirchen St. Petrus und St. Ansgar in Wolfenbüttel mit St. Joseph (Schöppenstedt), St. Bernward (Börßum, inzwischen profaniert), Heilig Kreuz (Dorstadt) und St. Peter und Paul (Heiningen). Zum Einzugsgebiet der St.-Ansgar-Kirche gehören heute Teilgebiete der Stadt Wolfenbüttel sowie der Samtgemeinden Elm-Asse und Sickte.

## Architektur und Ausstattung
Die Kirche wurde nach den Plänen der Architekten Eberhard Michael Kleffner (Essen) und Alfred Geismar (Braunschweig) erbaut und steht in rund 112 Meter Höhe über dem Meeresspiegel. Sie ist als quadratischer Zentralbau angelegt.
Die Kirchenausstattung wurde durch den Bildhauer Josef Baron gestaltet. Die Farbverglasungen wurden nach einem Entwurf der Künstlerin Annette Herzen-Kleffner ausgeführt.